# Gouvernement Motlanthe
Mbeki Zuma I
Le gouvernement Motlanthe désigne les membres du gouvernement sud-africain dirigé par le président Kgalema Motlanthe du 25 septembre 2008 au 22 avril  2009. 

## Composition
| Fonction                                                                    | Titulaire | Titulaire                                                                        | Parti | Vice-ministre | Vice-ministre                      |
| --------------------------------------------------------------------------- | --------- | -------------------------------------------------------------------------------- | ----- | ------------- | ---------------------------------- |
| Président de la République                                                  |           | Kgalema Motlanthe                                                                | ANC   |               |                                    |
| Vice-président de la République                                             |           | Baleka Mbete                                                                     | ANC   |               |                                    |
| Ministre de l'Agriculture et Affaires foncières                             |           | Lulama Xingwana                                                                  | ANC   |               | Dirk du Toit                       |
| Ministre des Arts et culture                                                |           | Pallo Jordan                                                                     | ANC   |               | Ntombazana Botha                   |
| Ministre des Communications                                                 |           | Ivy Matsepe-Casaburri (jusqu'au 6 avril 2009) Manto Tshabalala-Msimang (intérim) | ANC   |               | Radhakrishna Padayachie            |
| Ministre des Affaires pénitentiaires                                        |           | Ngconde Balfour                                                                  | ANC   |               | Loretta Jacobus                    |
| Ministre de la Défense                                                      |           | Charles Nqakula                                                                  | ANC   |               | Fezile Bhengu                      |
| Ministre de l'Éducation                                                     |           | Naledi Pandor                                                                    | ANC   |               | Andre Gaum                         |
| Ministre de l'Environnement et tourisme                                     |           | Marthinus van Schalkwyk                                                          | ANC   |               | Thizwilondi Mabudafhasi            |
| Ministre des Finances                                                       |           | Trevor Manuel                                                                    | ANC   |               | Nhlanhla Nene                      |
| Ministre des Affaires étrangères                                            |           | Nkosazana Dlamini-Zuma                                                           | ANC   |               | Fatima Hajaig, Susan van der Merwe |
| Ministre de la Santé                                                        |           | Barbara Hogan                                                                    | ANC   |               | Molefi Sefularo                    |
| Ministre de l'Intérieur                                                     |           | Nosiviwe Mapisa-Nqakula                                                          | ANC   |               | Malusi Gigaba                      |
| Ministre du Logement                                                        |           | Lindiwe Sisulu                                                                   | ANC   |               |                                    |
| Services secrets (NIA, SASS)                                                |           | Siyabonga Cwele                                                                  | ANC   |               |                                    |
| Ministre de la Justice et développement constitutionnel                     |           | Enver Surty                                                                      | ANC   |               | Johnny de Lange                    |
| Ministre de l'Emploi                                                        |           | Membathisi Mdladlana                                                             | ANC   |               |                                    |
| Ministre des Mines et Énergie                                               |           | Buyelwa Sonjica                                                                  |       |               |                                    |
| Ministre de l'Aménagement du territoire (provinces et gouvernements locaux) |           | Sicelo Shiceka                                                                   | ANC   |               | Nomatyala Hangana                  |
| Ministre des Entreprises publiques                                          |           | Brigitte Mabandla                                                                | ANC   |               |                                    |
| Ministre des Services publics et de l'administration                        |           | Richard Baloyi                                                                   | ANC   |               |                                    |
| Ministre des Travaux publics                                                |           | Geoff Doidge                                                                     | ANC   |               | Ntopile Kganyago                   |
| Ministre de la Sécurité                                                     |           | Nathi Mthethwa                                                                   | ANC   |               | Susan Shabangu                     |
| Ministre de la Science et Technologie                                       |           | Mosibudi Mangena                                                                 | ANC   |               | Derek Hanekom                      |
| Ministre du Développement social                                            |           | Zola Skweyiya                                                                    | ANC   |               | Jean Swanson-Jacobs                |
| Ministre des Sports et Loisirs                                              |           | Makhenkesi Stofile                                                               | ANC   |               | Gert Oosthuizen                    |
| Ministre de la Présidence (chargé de la communication présidentielle)       |           | Manto Tshabalala-Msimang                                                         | ANC   |               |                                    |
| Ministre du Commerce et industrie                                           |           | Mandisi Mpahlwa                                                                  | ANC   |               | Rob Davies, Elizabeth Thabethe     |
| Ministre des Transports                                                     |           | Jeff Radebe                                                                      | ANC   |               |                                    |
| Ministre des Eaux et Forêts                                                 |           | Lindiwe Hendricks                                                                | ANC   |               |                                    |